# Donatella Palermo

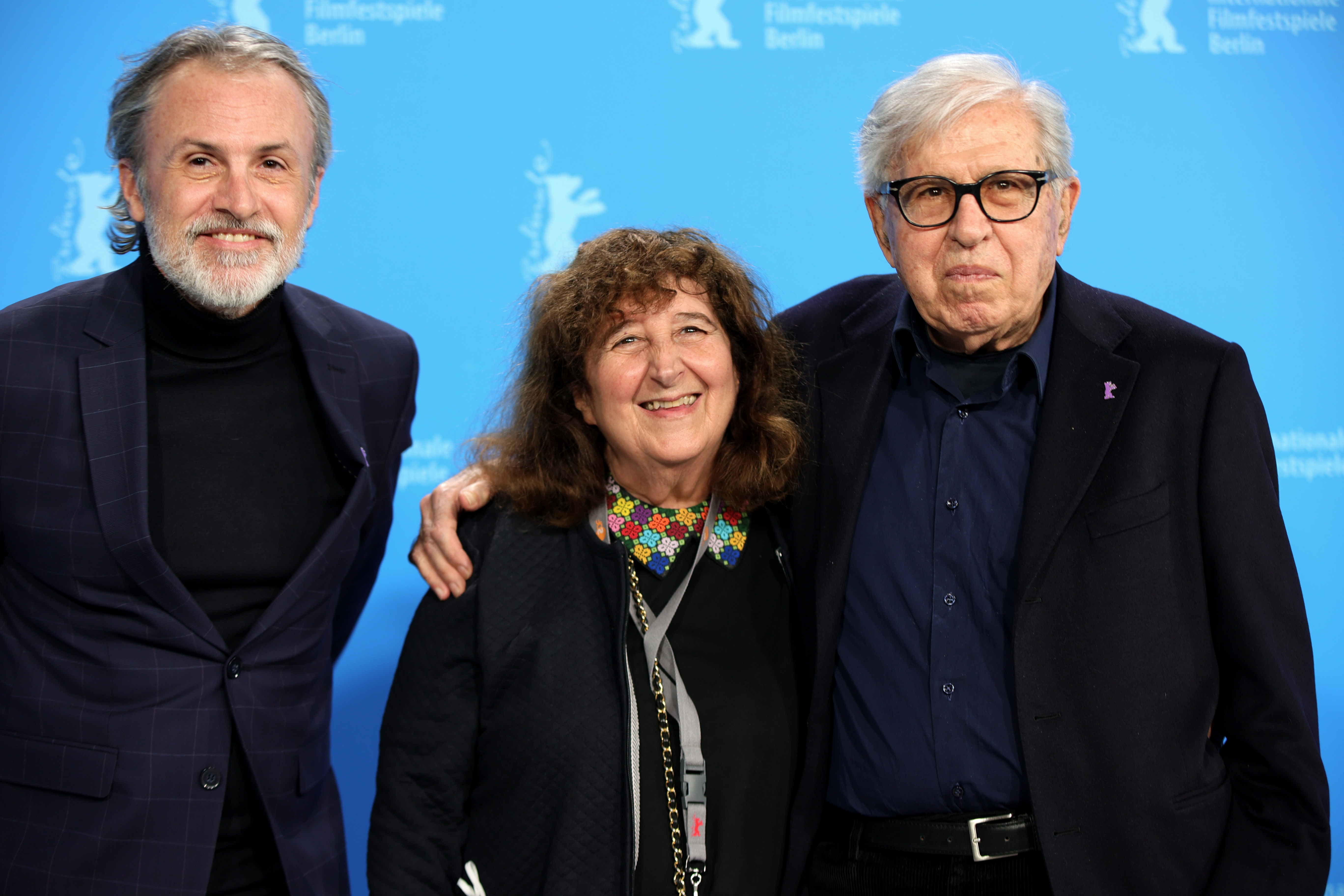
Donatella Palermo mit Paolo Taviani und Fabrizio Ferracane auf der Berlinale 2022

Donatella Palermo (* 20. Jahrhundert) ist eine italienische Filmproduzentin.

## Karriere
Donatella Palermo wurde in Italien geboren und ist seit 1989 als Executive Producer bzw. seit 1991 als Filmproduzentin im italienischen Filmgeschäft tätig. Für ihre Beteiligung an dem Dokumentarfilm Seefeuer erhielt sie 2016 mit Gianfranco Rosi einen Goldenen Bären bei den Internationalen Filmfestspielen Berlin sowie eine Nominierung in der Kategorie Bester Dokumentarfilm bei der Oscarverleihung 2017.

## Filmografie (Auswahl)
- 2009: Le ombre rosse
- 2012: Cäsar muss sterben (Cesare deve morire)
- 2012: Was du nicht sagst (Come non detto)
- 2015: Das Dekameron (Maraviglioso Boccaccio)
- 2016: Seefeuer (Fuocoammare)
- 2017: Eine private Angelegenheit (Una questione privata)
- 2020: Last Words
- 2020: Notturno
- 2022: Leonora addio